# Focke-Wulf Fw 391
O Focke-Wulf Fw 391 foi um projecto da Focke-Wulf durante a Segunda Guerra Mundial para a concepção de um bombardeiro. Pretendia-se que o Fw 391 fosse uma variante mais avançada do Focke-Wulf Fw 191. Na mesma linha de pensamento, a empresa pretendia criar uma variante adicional, o Focke-Wulf Fw 491, contudo ambas as designações nunca foram realizadas devido ao deteriorar das condições da Alemanha Nazi na Segunda Guerra Mundial.